# 최수일 (1952년)
최수일(崔樹一, 1952년 4월 1일 ~ )은 대한민국의 정치인이다. 제43·44대 경상북도 울릉군수이다.

## 학력
- 대구공업대학교 건축인테리어계열

## 경력
- 1995.07 ~ 2006.03 제2~4대 울릉군의회 의원
- 2002.07 ~ 2004.06 제4대 울릉군의회 후반기 의장
- 민주평화통일 울릉군협의회 자문위원
- 대구지방검찰청 포항지청 울릉군지회 청소년선도보호관할 고문
- 한나라당 농수산분과위 부위원장
- 울릉군 애향회 회장
- 울릉청년회의소회장(JCI KOREA - 울릉)
- 울릉장학회 이사
- 2011.10 ~ 2018.6 제43,44대 민선 5,6기 경상북도 울릉군수(재선, 자유한국당 → 무소속)
- 2021.08 ~ 국민의힘 복당

## 역대 선거 결과
|  | 18.61% |

|  | 0% |

|  | 16.29% |

|  | 34.63% |

|  | 31.91% |

|  | 34.99% |

|  | 71.30% |

|  | 26.20% |

| 전임 정윤열 (권한대행)김진영 | 제43·44대 경상북도 울릉군수 2011년 10월 27일 ~ 2018년 6월 30일 | 후임 김병수 |